# Eleições estaduais no Ceará em 1958
As eleições estaduais no Ceará em 1958 ocorreram em 3 de outubro como parte das eleições gerais no Distrito Federal, em 20 estados e nos territórios federais do Acre, Amapá, Rondônia e Roraima. Foram eleitos o governador Parsifal Barroso, o vice-governador Wilson Gonçalves, o senador Menezes Pimentel, 18 deputados federais, 54 deputados estaduais, com a ressalva que, graças a um calendário eleitoral flexível, onze estados elegeram seus governadores apenas em 3 de outubro de 1960.
Natural de Fortaleza, Parsifal Barroso foi professor no Liceu do Ceará e depois se tornou advogado. Procurador do antigo Instituto de Aposentadorias e Pensões dos Comerciários, foi deputado estadual antes do Estado Novo e lecionou na Universidade Federal do Ceará, onde se formara em 1933. Genro de Francisco Monte, ingressou no PSD elegendo-se deputado estadual em 1947 e deputado federal em 1950. Ao mudar para o PTB foi eleito senador em 1954, porém o mandato foi quase todo exercido por seu suplente, Fausto Cabral, pois o titular foi ministro do Trabalho do presidente Juscelino Kubitschek e agora elegeu-se governador com Wilson Gonçalves como vice-governador.
O vitorioso na eleição para senador foi Menezes Pimentel. Advogado e professor, ele nasceu em Santa Quitéria e lecionou na Universidade Federal do Ceará, a mesma onde se graduara em 1914. Graças à Revolução de 1930 seu mandato de deputado estadual foi extinto e ele só voltaria à política ao ser eleito governador pela Assembleia Legislativa do Ceará em 1935 e graças ao Estado Novo manteve o cargo por dez anos. Filiado ao PSD foi derrotado em 1945 como candidato a senador, mas foi escolhido vice-governador do Ceará pelos deputados estaduais em 1947, embora fosse de um partido contrário ao governador Faustino Albuquerque. Eleito deputado federal em 1950 e 1954, ocupou o Ministério da Justiça durante a estadia interina de Nereu Ramos na Presidência da República e em 1958 foi eleito senador pelo Ceará.

## Resultado da eleição para governador
Conforme o acervo do Tribunal Regional Eleitoral do Ceará.
| Candidatos a governador do estado | Candidatos a vice-governador | Número | Coligação         | Votação | Percentual |
| --------------------------------- | ---------------------------- | ------ | ----------------- | ------- | ---------- |
| Parsifal Barroso PTB              | Wilson Gonçalves PTB         | -      | PTB, PSD, PRP     | 279.449 | 52,96%     |
| Virgílio Távora UDN               | Acrísio Moreira da Rocha PSD | -      | UDN, PSP, PR, PRT | 248.241 | 47,04%     |

## Resultado da eleição para senador
Dados fornecidos pelo Tribunal Regional Eleitoral do Ceará.
| Candidatos a senador da República | Primeiro suplente de senador  | Número | Coligação         | Votação | Percentual |
| --------------------------------- | ----------------------------- | ------ | ----------------- | ------- | ---------- |
| Menezes Pimentel PSD              | Waldemar Alcântara PSD        | -      | PTB, PSD, PRP     | 266.692 | 52,87%     |
| Olavo Oliveira PSP                | Raimundo Ivan de Oliveira PSP | -      | UDN, PSP, PR, PRT | 237.720 | 47,13%     |

## Deputados federais eleitos
São relacionados os candidatos eleitos com informações complementares da Câmara dos Deputados.

Representação eleita
  PSD: 7
  UDN: 6
  PSP: 2
  PTB: 1
  PRT: 1
  PR: 1

Fonteː
| Deputados federais eleitos | Partido | Votação | Percentual | Cidade onde nasceu | Unidade federativa |
| Armando Falcão             | PSD     | 34.152  |            | Fortaleza          | Ceará              |
| Carlos Jereissati          | PTB     | 31.541  |            | Fortaleza          | Ceará              |
| Euclides Wicar             | PSD     | 29.768  |            | Fortaleza          | Ceará              |
| Paulo Sarasate             | UDN     | 29.294  |            | Fortaleza          | Ceará              |
| Martins Rodrigues          | PSD     | 28.002  |            | Quixadá            | Ceará              |
| Furtado Leite              | UDN     | 24.573  |            | Santana do Cariri  | Ceará              |
| Adail Cavalcanti           | UDN     | 24.002  |            | Iguatu             | Ceará              |
| Edilson Távora             | UDN     | 21.872  |            | Iguatu             | Ceará              |
| Costa Lima                 | UDN     | 21.813  |            | Aracati            | Ceará              |
| Dias Macedo                | PSD     | 21.514  |            | Camocim            | Ceará              |
| Colombo de Sousa           | PSD     | 20.430  |            | Itapipoca          | Ceará              |
| Esmerino Arruda            | PSP     | 19.269  |            | Granja             | Ceará              |
| Francisco Monte            | PSD     | 19.075  |            | Sobral             | Ceará              |
| Expedito Machado           | PSD     | 18.299  |            | Crateús            | Ceará              |
| Álvaro Lins                | PSP     | 18.233  |            | Pedra Branca       | Ceará              |
| Leão Sampaio               | UDN     | 16.252  |            | Barbalha           | Ceará              |
| Bonaparte Maia             | PRT     | 15.522  |            | Russas             | Ceará              |
| Moreira da Rocha           | PR      | 14.781  |            | Fortaleza          | Ceará              |

## Deputados estaduais eleitos
A Assembleia Legislativa do Ceará recebeu 54 representantes.

Representação eleita
  PSD: 16
  UDN: 15
  PTB: 8
  PSP: 8
  PRT: 6
  PRP: 1

Fonteː
| Deputados estaduais eleitos      | Partido | Votação | Percentual | Cidade onde nasceu   | Unidade federativa |
| Mauro Benevides                  | PSD     | 10.340  |            | Fortaleza            | Ceará              |
| Diógenes Nogueira                | PSD     | 8.445   |            | Jaguaribe            | Ceará              |
| Murilo Aguiar                    | PSD     | 8.122   |            | Camocim              | Ceará              |
| Paes de Andrade                  | PSD     | 8.098   |            | Mombaça              | Ceará              |
| Filemon Teles                    | UDN     | 7.986   |            | Crato                | Ceará              |
| Edval Távora                     | UDN     | 7.826   |            | Iguatu               | Ceará              |
| Manuel de Castro                 | UDN     | 7.818   |            | Morada Nova          | Ceará              |
| Cincinato Furtado Leite          | UDN     | 7.561   |            | Santana do Cariri    | Ceará              |
| Ésio Pinheiro                    | PSD     | 7.338   |            | Jaguaribe            | Ceará              |
| Firmo de Aguiar                  | PRT     | 7.273   |            | Massapê              | Ceará              |
| Guilherme Gouveia                | UDN     | 7.110   |            | Granja               | Ceará              |
| Gomes da Silva                   | PSD     | 7.049   |            | Uruburetama          | Ceará              |
| Wilson Roriz                     | PSD     | 6.885   |            | Jardim               | Ceará              |
| Raul Carneiro                    | PTB     | 6.863   |            | Fortaleza            | Ceará              |
| José Correia Pinto               | PSD     | 6.826   |            | Fortaleza            | Ceará              |
| Ernani Viana                     | PSD     | 6.816   |            | Caucaia              | Ceará              |
| Aquiles Peres Mota               | UDN     | 6.752   |            | Ipueiras             | Ceará              |
| Joel Marques                     | PSD     | 6.738   |            | Tauá                 | Ceará              |
| Melo Arruda                      | PSD     | 6.662   |            | Massapê              | Ceará              |
| Almir Pinto                      | PSD     | 6.580   |            | Lavras da Mangabeira | Ceará              |
| Figueiredo Correia               | PSD     | 6.558   |            | Várzea Alegre        | Ceará              |
| João Frederico                   | UDN     | 6.409   |            | Sobral               | Ceará              |
| Edmundo Rodrigues dos Santos     | UDN     | 6.376   |            | Cariré               | Ceará              |
| Péricles Moreira da Rocha        | PSP     | 6.322   |            | Fortaleza            | Ceará              |
| Ernesto Valente                  | PSD     | 6.226   |            | Aracati              | Ceará              |
| Franklin Chaves                  | PSD     | 6.174   |            | Fortaleza            | Ceará              |
| Cândido Ribeiro Neto             | PSD     | 6.031   |            | Aurora               | Ceará              |
| José Pontes Neto                 | PSP     | 5.915   |            | Massapê              | Ceará              |
| Oriel Mota                       | PTB     | 5.909   |            | Iguatu               | Ceará              |
| Deusimar Lins                    | PSP     | 5.906   |            | Pedra Branca         | Ceará              |
| Vicente de Castro Parente Pessoa | PTB     | 5.854   |            | Fortaleza            | Ceará              |
| Quintílio Teixeira               | UDN     | 5.717   |            | Icó                  | Ceará              |
| Aldenor Nunes Freire             | PTB     | 5.678   |            | Belém                | Pará               |
| Rigoberto Romero                 | PTB     | 5.658   |            | Itapipoca            | Ceará              |
| Adauto Bezerra                   | UDN     | 5.369   |            | Juazeiro do Norte    | Ceará              |
| José Maranhão Filho              | PTB     | 5.277   |            | Massapê              | Ceará              |
| Edson da Mota Corrêa             | UDN     | 5.237   |            | Caucaia              | Ceará              |
| Aniceto Rocha                    | PSP     | 5.128   |            | Uruoca               | Ceará              |
| Salomão Mussolini Pinheiro Maia  | PRT     | 5.056   |            | Russas               | Ceará              |
| José Napoleão                    | UDN     | 5.015   |            | Brejo Santo          | Ceará              |
| Francisco Vasconcelos de Arruda  | PSP     | 5.013   |            | Massapê              | Ceará              |
| Barros dos Santos                | UDN     | 4.962   |            | Itapiúna             | Ceará              |
| Haroldo Martins                  | PRT     | 4.921   |            | Santa Quitéria       | Ceará              |
| Abelardo Costa Lima              | UDN     | 4.908   |            | Aracati              | Ceará              |
| Manuel Gomes Sales               | UDN     | 4.899   |            | Acaraú               | Ceará              |
| Luiz Bezerra da Costa            | PRT     | 4.792   |            | Quixeramobim         | Ceará              |
| Antônio Castro                   | PSP     | 4.763   |            | Acarape              | Ceará              |
| Almino Loiola                    | PSP     | 4.459   |            | Araripe              | Ceará              |
| Danúsio Barroso                  | PRT     | 4.162   |            | Itapipoca            | Ceará              |
| Vilmar Pontes                    | PSP     | 4.025   |            | Massapê              | Ceará              |
| Antônio Gomes de Freitas         | PRT     | 4.023   |            | Tauá                 | Ceará              |
| Amadeu Ferreira Gomes            | PTB     | 3.845   |            | Acaraú               | Ceará              |
| Aurimar Pontes                   | PTB     | 3.834   |            | Massapê              | Ceará              |
| Pio de Sá Barreto Sampaio        | PRP     | 1.869   |            | Barbalha             | Ceará              |